# Lambis violacea
Lambis violacea је пуж из реда Littorinimorpha и фамилије Strombidae.

## Угроженост
Подаци о распрострањености ове врсте су недовољни.

## Распрострањење
Ареал врсте је ограничен на једну државу. 
Маурицијус је једино познато природно станиште врсте.